# Personaggi di Samurai Jack
I personaggi di Samurai Jack sono tutti i personaggi apparsi nell'omonima serie televisiva d'animazione

## Personaggi principali

### Jack
Anche noto come Samurai Jack o semplicemente Il Samurai, è il protagonista della serie. Ha imparato fin da piccolo numerose tecniche di lotta dai diversi popoli del mondo, continuando a imparare anche dopo essere stato inviato nel futuro dal perfido Aku. Questo allenamento lo ha reso un guerriero formidabile, in grado di affrontare qualunque avversario, Aku compreso. Combatte principalmente con la sua katana magica ma mostra grande competenza in un gran numero di armi e tecniche. È sempre determinato a sconfiggere il male, aiutare i deboli e cercare un portale del tempo. Adora tutto ciò che gli ricorda la sua terra natia, il Giappone (come il tè verde o il pesce crudo). Veste quasi sempre un kimono bianco, sandali geta e talvolta un cappello di paglia, porta lunghi capelli raccolti in un tradizionale chonmage. In alcune puntate assume un vestiario diverso, come una tuta bianca da ninja o una divisa da gangster. Nonostante in molti episodi sia a un passo dal tornare alla sua epoca, Jack rinuncia sempre per salvare delle persone bisognose di aiuto. Nella quinta stagione ha un aspetto trasandato: porta la barba incolta e i capelli lasciati liberi, ma nonostante i cinquant'anni non è invecchiato a causa della magia di Aku, che lo ha reso immune allo scorrere del tempo. Ha perso la sua spada, aprendosi quindi alla tecnologia e costruendosi un nuovo arsenale che comprende pistole e mitragliatrici. Non indossa più nemmeno il suo kimono ma una pesante armatura da battaglia dai richiami orientali e si muove viaggiando su una moto blindata.
In un flashback dell'episodio "XCII", il primo episodio della quinta stagione, si scopre che Jack l'ha persa, presumibilmente durante un combattimento, tra la quarta e la quinta stagione, durante il quale è caduta in una fossa molto profonda. In "XCVIII", nel flashback di inizio episodio, si scopre come Jack perse la spada: arrivato in cima ad una montagna seguito da tre piccoli montoni, Jack trova quello che si scoprirà poi essere l'ultimo portale temporale esistente. Jack viene fermato da Aku, il quale distrugge il portale e scappa via lasciando Jack a combattere contro tre grossi montoni demoniaci. Jack, in preda all'ira, li uccide ma si accorge dopo averli fatti fuori che in realtà erano i tre piccoli montoni che lo avevano seguito trasformati da Aku e tornati al loro aspetto originale con la morte. Il gesto inorridisce Jack, che lascia cadere la spada sull'orlo della voragine lasciata dalla distruzione del portale; il crollo di un monolito quindi causa la caduta della spada nel fosso. Alla fine dell'episodio, ritenuto nuovamente degno dai tre dei che la forgiarono, la spada viene riconsegnata a Jack. Nel doppiaggio originale è interpretato da Phil LaMarr e Jonathan Osser (da giovane). Nell'adattamento italiano è doppiato da Alberto Angrisano e Maura Cenciarelli (da giovane).

### Aku
L'antagonista principale della serie, e l'arcinemico del Samurai Jack. In origine era un frammento di male cosmico caduto sulla Terra preistorica che in seguito ha acquisito coscienza propria e ha cominciato a invadere il pianeta, riducendo in schiavitù l'umanità. Il suo aspetto (che sembra richiamare quello degli Umibōzu) è quello di una gigantesca ombra umanoide priva di gambe e con sei corna (quattro più lunghe e due più corte), in cui si possono distinguere solo la bocca verde che mette in mostra denti aguzzi e ricurvi, il naso bianco con narici rosse, occhi, pizzetto e sopracciglia infuocate. Dispone di numerosi poteri magici quali quello di alterare la propria forma (spesso in animali feroci o esseri umani/umanoidi) e stazza, emettere una moltitudine di raggi elettrici e vampate di fuoco, teletrasportarsi (anche verso pianeti lontani), volare, duplicarsi e una forza immensa dovuta alla sua taglia colossale. Il suo corpo è impenetrabile per le armi mondane e solo la spada di Jack può ferirlo e distruggerlo. Dopo il primo scontro con Jack in cui rischiava di essere distrutto, grazie ai suoi poteri lo ha spedito in un futuro remoto. Non avendo più nulla a poterlo contrastare, ha lentamente conquistato il pianeta ed ora il mondo è un distopico futuro in cui "la sua malvagità è legge". Aku, nonostante i suoi grandi poteri, non può essere ovunque quindi mantiene la sua tirannia con un esercito di robot, demoni e mercenari alieni a cui solo Jack e pochi altri sanno opporsi. Spesso funge anche da personaggio comico con atteggiamenti esageratamente cafoni, assumendo aspetti ridicoli o comportandosi in modo piuttosto ambiguo. Jack lo ha quasi distrutto durante il loro primo incontro ed ogni volta che i due si incontrano, il samurai è sul punto di avere la meglio, nonostante le diaboliche e scorrettissime trappole con cui Aku si avvantaggia. Pur essendo il sovrano del mondo non è onnipotente: esistono comunque delle forze e delle entità più grandi di lui, per la maggior parte benevole. Benché possa vedere ovunque con la sua sfera magica, spostare la sua fortezza ovunque voglia e nonostante disponga di conoscenze in svariati campi, non è totalmente onnisciente. Nella quinta stagione si scopre che è nato, in maniera spontanea e senza che lui ne fosse minimamente coinvolto, un culto in suo onore amministrato da sacerdotesse dal volto coperto da maschere. È inoltre riuscito a distruggere tutti i portali del tempo, impedendo a Jack di tornare a casa nella speranza che morisse di vecchiaia, ma quando ha scoperto che non può invecchiare di un giorno è caduto in depressione, tant'è che non esce dalla sua fortezza da anni e ha lasciato il lavoro sporco alle sue macchine. In "C" finalmente viene raggiunto da Scaramouche, il quale lo informa che Jack non ha più la spada mentre in realtà l'ha recuperata ed è determinato a compiere il suo ruolo. Intenzionato a porre fine a tutto, Aku incontra Jack ed Ashi dove una volta vi era il portale difeso dal Guardiano, scoprendo che Jack ha riottenuto la spada e fa saltare in aria Scaramouche. Aku però non attacca Jack ma è distratto dal fatto che senta l'odore "di sé", identificando la fonte in Ashi ed identificandola come sua figlia: Aku infatti, tempo prima, si era mostrato alla setta di sacerdotesse donando loro parte della sua essenza, che venne bevuta dall'alta sacerdotessa che poi diede al mondo Ashi e le sue sei sorelle. Aku quindi, dopo che Ashi inizia a soccombere al suo essere "metà Aku", prende il controllo della ragazza risvegliando completamente la sua parte demoniaca ed assoggettandola. Quando Jack, nello scontro con la posseduta Ashi, si rifiuta di uccidere la ragazza e lascia la sua spada magica, Aku ne entra in possesso. Successivamente in "CI", Aku ha imprigionato un abbattuto Jack nella sua fortezza e annuncia la sua esecuzione in mondovisione come monito a chiunque osi ribellarsi a lui, lasciando ad Ashi il compito del boia (dopo che il demone non sapeva decidersi su come uccidere Jack). Tuttavia molti tra coloro che il samurai ha aiutato in cinquant'anni vanno in suo soccorso prima che avvenga l'esecuzione e Aku viene messo alle strette; in più Jack riesce a far riprendere ad Ashi coscienza di sé e quando Aku ingaggia battaglia contro di lei, Ashi scopre di avere gli stessi poteri del demone eguagliandosi nello scontro. Aku non riuscirà poi a fermare Ashi dal trasportare lei e Jack nel passato con un portale temporale e capisce che oramai è finita: infatti i due tornano a pochi secondi da quando Aku spedisce nel futuro Jack e viene quindi da distrutto assieme alla sua fortezza dal samurai. Nel doppiaggio originale è interpretato da Mako (st. 1-4) e Greg Baldwin (st. 5). Nell'adattamento italiano è doppiato da Daniele Valenti.

## Personaggi ricorrenti
- L'imperatore e l'imperatrice, voci originali di Sab Shimono (l'imperatore), Keone Young (l'imperatore da giovane) e Lauren Tom (l'imperatrice), italiane di Dante Biagioni (l'imperatore, stagione 1-2, 4), Sergio Lucchetti (l'imperatore, stagione 3), ? (l'imperatore, st. 5) Alessandra Korompay (l'imperatrice, stagione 3) e Francesca Fiorentini (l'imperatrice, stagione 4) e Emilia Costa (st. 5).

Sono i genitori di Jack, benevoli sovrani di un vasto regno. In passato il padre di Jack combatté contro Aku quando il demone malvagio si manifestò per la prima volta nelle sue terre ma venne sconfitto ed imprigionato. Viene però liberato e portato in un monte oltre le nuvole da Sleipnir ed ivi raggiunto dai tre dei Odino, Ra e Rāma, i quali plasmarono con le qualità ed il coraggio dell'uomo una spada magica capace di fendere il demone. Con questo provvedimento divino, l'imperatore quindi riuscì a sconfiggere ed imprigionare Aku dentro un albero. Tempo dopo, una volta che Aku riuscì a liberarsi dalla sua prigione, l'imperatore venne catturato da Aku prima che potesse raggiungere la sua spada, avverte sua moglie l'imperatrice "di fare come stabilito" poiché da ciò sarebbe dipeso il futuro di tutti. L'imperatrice quindi portò via dalle loro terre loro figlio, e si ritirò nei monasteri per nascondere la spada finché Jack non sarebbe cresciuto e preparato per impugnarla come suo padre prima di lui. L'imperatore nel mentre è stato schiavizzato da Aku così come la sua gente, venendo liberato da Jack una volta che questi è diventato possessore della spada; quando Jack dice al padre che col potere della spada sarebbe riuscito a scacciare Aku, l'imperatore lo redarguisce sul fatto che il vero potere non è nella spada ma in chi la impugna. Una volta che Jack si avvia per affrontare Aku, l'imperatore è però visibilmente preoccupato poiché sa che il male trova sempre un modo per prevalere. Nella quinta stagione, entrambi appaiono nelle visioni di Jack e soprattutto il padre lo accusa di aver dimenticato il suo proposito e di averli abbandonati. Appariranno poi nel finale dell'ultimo episodio della serie dopo la definitiva sconfitta di Aku.
- Jack interiore (in originale: Inner Jack), voce originale di Phil LaMarr, italiana di Alberto Angrisano.

Chiamato anche la coscienza di Jack, Jack interiore è la manifestazione dei sentimenti e degli stati d'animo di Jack che appare in alcune occasioni nella prima, nella quarta ed in particolare nella quinta stagione. Nella prima stagione, Jack interiore viene estrapolato da Jack in Jack contro Anti-Jack dalla magia di Aku, creando una personificazione dei sentimenti più oscuri del samurai e creando Anti-Jack. Jack ed Anti-Jack si scontrano in una lotta senza esclusione di colpi nella quale nessuno riesce a prevalere sull'altro data l'identica abilità dei due. Durante lo scontro, Jack si accorge con orrore grazie al suo riflesso nella spada che combattendo ha dato sfogo alla sua rabbia iniziando ad assomigliare ad Anti-Jack; indietreggiando, Jack inizia a meditare per scacciare le influenze negative eliminando la sorgente di Anti-Jack e scacciando via il suo doppio. La coscienza di Jack si manifesta sotto forma di Speranza nell'episodio della quarta stagione L'infezione di Aku, dando la forza a Jack di sconfiggere l'infezione che lo stava corrompendo e rendendo simile ad Aku. In questo frangente, la Speranza assume la forma di un radioso ed imponente castello orientale composto dalla benedizione di chi è stato aiutato da Jack ed è diventato suo amico dopodiché la Speranza si manifesta dagli occhi di Jack come raggi di luce, i quali scacciano via tutti i sentimenti negativi di Jack purificandolo. Da sottolineare che le parole giapponesi "castello" (城?, shiro) e "bianco" (白?, shiro) sono omofone e sono incarnate nella rappresentazione della speranza di Jack. Nella quinta stagione, il Jack interiore si manifesta più volte nell'arco della stagione nelle forme di Angoscia, Sete di sangue, Apatia e Premura.
- Scozzese, voce originale di John DiMaggio, italiana di Ennio Coltorti.

Un burbero guerriero proveniente dalle gelide regioni della Scozia, comparso in quattro episodi come spalla di Jack, ma rimasto senza nome. Ha debuttato nell'undicesimo episodio della serie "Jack e lo Scozzese". Ha una corporatura massiccia e un carattere da classico bruto: sempliciotto, spartano e irascibile. Il rapporto con Jack è inizialmente conflittuale e si mantiene tra loro uno spirito di competizione, anche per cose banali (si sfidano per decidere chi deve remare, perché entrambi vogliono farlo). Spesso le sue capacità fisiche e di combattimento rivaleggiano con quelle di Jack, ma è decisamente meno astuto. Dotato di una forza quasi sovrumana, l'armamentario dello Scozzese consiste in una claymore magica ricoperta da rune celtiche, praticamente indistruttibile (al pari della katana di Jack), un set di granate e una protesi alla gamba che funge anche da mitraglietta, oltre a possedere una considerevole forza. Adora il suono della sua cornamusa e il canto della propria moglie, entrambe stonatissime. Non sopporta i suoni armoniosi, arrivando a screditare il canto delle sirene e resistendo così al suo effetto ipnotico. Ritorna nell'episodio "XCVI" palesemente invecchiato, con una benda sull'occhio destro (di tartan, ovviamente) e ridotto su una sedia a rotelle, con una mitragliatrice Gatling per protesi al posto della mitraglietta. Alla testa di tre eserciti (uno dei quali composto da decine di sue figlie) attaccherà la cittadella di Aku, venendo subito sconfitto. Si sacrificherà per salvare le sue figlie finendo incenerito, salvo risorgere qualche secondo dopo grazie alle rune della sua spada come fantasma, riacquistando il suo aspetto giovanile e determinato più che mai a ritrovare Jack. Nel finale della serie "CI", lo Scozzese e le sue figlie prendono parte all'assalto alla roccaforte di Aku per salvare Jack. Lo Scozzese e Jack si rincontrano dopo tanti anni (con Jack piuttosto sorpreso dalla natura ultraterrena dell'amico), con lo Scozzese che presenta le sue numerosissime figlie a Jack proponendogli di sposarsene una, ma Jack gli risponde di avere già "incontrato qualcuno". Quando Aku si trasforma in una pioggia di aculei con la quale inizia ad uccidere e ferire tutti i suoi nemici, lo Scozzese usa la magia della sua cornamusa per fermare l'attacco e proteggere i suoi alleati e le sue figlie.
- Flora, voce originale di Grey DeLisle.

Una delle tante figlie dello Scozzese. Lei e le sue sorelle furono consentite di unirsi al padre nella battaglia contro Aku. Come i suoi genitori, lei e le sue sorelle sono tutte muscolose e dai capelli rossi.
- Ashi, voce originale di Tara Strong, italiana di Ilaria Latini.

Fa la sua comparsa fin dalla prima puntata della quinta stagione ed è l'unica delle sette ad avere una correlazione tra il suo aspetto ed il suo nome che permetta di identificarla. È una delle Figlie di Aku nonché guida del gruppo, nata e spietatamente cresciuta con lo scopo di rendere grazie ad Aku uccidendo il suo mortale nemico. Unica tra le sue sorelle ad aver conservato curiosità per il mondo esterno è inoltre affascinata da ogni cosa nuova che vede, la sua diversità emerge anche durante la prova finale del loro addestramento quando aiuta due delle sue sorelle ad abbattere gli avversari che le stavano ostacolando, dimostrando quindi di possedere un certo affetto per le altre. Nonostante l'aspetto esile è in possesso di una forza e di una resistenza fuori dal comune. Come le sue sorelle, in tenera età furono costrette ad immergersi nella brace ardente per "farle diventare tutt'uno con l'oscurità" di Aku, che rese la pelle del loro corpo arsa e tinta di nero; è esperta nella lotta corpo a corpo e combatte con una kusarigama che attaccato alla catena porta un anello uncinato al posto del comune peso. Sarà l'unica delle sette a sopravvivere allo scontro con Jack ed in seguito, in "XCV", viene immobilizzata con la catena della sua stessa kusarigama dal samurai che deciderà poi di non abbandonarla, portandola con sé. Viaggiando insieme, Jack si rende conto di come, condizionata fin da piccola, creda che Aku sia un dio buono e generoso, decidendo quindi di mostrarle la verità e la bellezza del mondo, riuscendoci. Dopo che Jack si separa da lei, in "XCVII" Ashi lo cerca in lungo ed in largo entrando in contatto con molte tribù e persone alle quali Jack ha cambiato la vita in meglio e più avanti, la ragazza si purifica (sia simbolicamente che fisicamente) presso una fonte della sua pelle carbonizzata, riuscendo infine a trovare Jack appena prima che commetta seppuku e convincendolo ad andare avanti. Ashi quindi viaggia con Jack nel suo percorso per ritrovare la sua katana magica, trovare Aku e sconfiggere il maestro delle tenebre, combattendo nell'episodio "XCVIII" persino sua madre mentre Jack era in meditazione per riottenere la katana. In "XCIX" viaggerà insieme al samurai nel deserto, scoprendo a poco a poco i sentimenti di affetto reciproci. In "C" i due vengono intercettati da Aku, giunto per finire Jack in quanto era venuto a sapere che avesse perso la katana; dopo aver scoperto però che Jack è rientrato in possesso della spada, piuttosto che lottare col samurai, viene distratto da un odore familiare proveniente da Ashi: l'odore di se stesso, rivelando che le Figlie di Aku sono effettivamente la sua progenie e Ashi quindi inizia subconsciamente ad attaccare Jack a causa della sua parte demone: Aku tuttavia libera la sua parte demone rendendo Ashi una vera "figlia" di Aku, sottomettendo e disarmando un Jack incapace di ucciderla a causa dell'amore che prova per lei. Successivamente in "CI", la posseduta Ashi viene incaricata di essere boia di Jack ma, prima che quest'ultima lo giustizi, molti tra coloro che il samurai ha aiutato in cinquant'anni arrivano in soccorso del samurai e Jack riesce a liberarsi, finendo nuovamente a scontrarsi con Ashi: l'amore di Jack riesce a far rinsavire Ashi, scoprendo a sorpresa di avere gli stessi poteri del demone e portando indietro nel tempo se stessa e Jack attimi dopo che Aku in primo luogo mandò Jack nel futuro, dando l'occasione al samurai di sconfiggere definitivamente il demone. Senza la minaccia di Aku e consapevoli dei loro sentimenti reciproci, Jack e Ashi decidono di sposarsi poco dopo ma durante la cerimonia la ragazza ha un malore e cade a terra: come spiega a Jack, lei proviene dal futuro in cui Aku è sovrano del mondo, un futuro da loro cancellato e poiché Aku è stato distrutto nel passato gli eventi che nel futuro hanno determinato la sua stessa esistenza sono stati cancellati e di conseguenza lei non può esistere, e dopo aver accarezzato un'ultima volta il viso di Jack, si dissolve. Nel finale alternativo Jack andato nella foresta mentre si addormenta sotto un albero i tre dei per ricompensare Jack per aver distrutto Aku poiché loro hanno potere sullo spazio e sul tempo possono fare esistere ciò che non potrebbe a tutti gli effetti esistere e con i loro poteri riportano in vita Ashi facendo si che possa esistere anche senza l'esistenza di Aku. Ashi riappare davanti a Jack che svegliato dalla ragazza l'abbraccia commosso e si riunisce con lei potendo vivere insieme nel mondo finalmente in pace.
- Somma sacerdotessa (in originale: The High Priestess), voce originale di Grey DeLisle, italiana di Antonella Rinaldi.

La madre delle Figlie di Aku, nonché capo dei membri del Culto di Aku. È l'antagonista secondaria della quinta stagione. È consapevole del fatto che Aku è il male in persona ma ha scelto di servirlo per avere potere ed essere ricompensata per la sua lealtà e fedeltà alla sua causa. La sacerdotessa non ha mai amato realmente le sue figlie e le ha maltrattate in ogni modo oltre a riempire le sue 7 figlie di menzogne facendo credere loro che Aku fosse il creatore del mondo nonché un Dio buono e gentile e che Jack fosse un essere cattivo e senza scrupoli che stava distruggendo il mondo quando in realtà è l'esatto contrario. Nell'addestramento che ha imposto alle figlie fin da bambine ha sempre reputato Ashi come la più debole. Riappare nell'episodio "XCVIII" quando Ashi la scorge dopo aver sconfitto un'armata che voleva uccidere Jack. Arrivata in cima, lancia delle frecce ad un indifeso Jack ma i suoi attacchi vengono fermati in tempo da Ashi. Quando si rivela ad Ashi additandola come un fallimento le due iniziano a combattere, affrontandosi anche verbalmente durante i loro scambi di colpi e durante lo scontro chiede ad Ashi perché abbia risparmiato Jack dopo che aveva ucciso le sue sorelle ma la ragazza le risponde che l'unica vera responsabile della morte delle sue sorelle è soltanto sua madre perché le ha mandate lei a morire avendo riempito la vita di Ashi e delle sue sorelle di menzogne per fargli uccidere un uomo innocente cosa che la sacerdotessa ammette dichiarando che è meglio servire la parte vincente piuttosto che illudersi e sperare in un mondo migliore. Alla fine, viene colpita nella schiena con una freccia da Ashi, il che causerà la sua caduta dalla montagna. Non si sa se sia sopravvissuta o meno alla caduta. Si scopre in "C" che Aku, in visita al Culto, donò loro parte della sua essenza versandola in un calice affinché fosse oggetto di venerazione per il culto e potessero essere così una cosa sola con lui e l'alta sacerdotessa nel suo delirio fanatico per essere una cosa sola con Aku, la bevve e il risultato fu come se avesse avuto un rapporto carnale col demone seppur in un modo indiretto, e ne rimase incinta dando al mondo Ashi e le sue sei sorelle.
- Demongo, voce originale di Kevin Michael Richardson, italiana di Teo Bellia.

Uno dei servitori di Aku, apparso per la prima volta nell'episodio "Jack contro Demongo, il collezionista di anime". Come il suo maestro, Demongo è malvagio ed era uno dei servitori più potenti di Aku, inviato a far fuori Jack dopo che il samurai continuava a sopravvivere ai continui attentati alla sua vita. Nonostante la sua natura maligna talvolta sa dimostrarsi molto codardo. Ha l'aspetto di un demone umanoide nero, coi capelli composti di fiamme blu. Il volto è dagli occhi sottili e affilati mentre la bocca mette in mostra i canini aguzzi, anche occhi e bocca sono blu. Il suo corpo è snello e nero ad eccezione del torso, composto da numerosi teschi. Indossa anche un lungo mantello nero dall'interno rosso nel quale si avvolge. Questo demone viene chiamato spesso "Il collezionista di anime" a causa della sua abilità di manipolare e assorbire le anime altrui le quali, una volta sotto il suo potere, gli consentono di ricreare il guerriero a cui l'ha rubata come sue fedele servitore. Ha anche la capacità di volare, teletrasportarsi e di far resuscitare le persone a cui ha rubato l'anima. Riappare brevemente nell'episodio "XCVII", dove entra per qualche istante nella taverna di Da Samurai prima di andarsene.
- Culto di Aku (in originale: Cult of Aku), voci originali di Grey DeLisle (Somma Sacerdotessa) e Tara Strong (Ashi), italiane di Antonella Rinaldi (Somma Sacerdotessa) e Ilaria Latini (Ashi).

Un culto di sole sacerdotesse che venerano Aku come padrone e maestro supremo del creato. Comparso nella quinta stagione, le figlie dell'alta sacerdotessa sono le nemiche principali di Jack nelle prime fasi della stagione.
- Figlie di Aku, voci originale di Tara Strong (Ashi, Avi), Kari Wahlgren (Ami, Aki) e Mae Whitman (Ari), italiane di Ilaria Latini (Ashi).

Sono sette gemelle che fin da bambine sono state addestrate brutalmente e sottoposte ad allenamenti massacranti finalizzati all'unico scopo di renderle armi viventi per poter eliminare Jack. Debuttano nell'episodio "XCII" e la loro carica di "Figlie di Aku", per gran parte della stagione, non sembrava aver nessun legame di sangue col demone essendo ritenuto un titolo onorifico del culto. Si scopre però in "C" che Aku, in visita al suo culto, donò parte della sua essenza a loro e l'alta sacerdotessa, bevendola, è rimasta incinta ed ha dato al mondo Ashi e le sue sei sorelle. Ciò, seppur non proprio biologicamente, rende le sette ragazze effettive discendenti di Aku. Sono specializzate in moltissimi stili di combattimento, l'uso di svariare armi e nella caccia all'uomo. A causa però dell'educazione malata e malvagia della setta e della costante segregazione all'interno delle caverne del loro tempio che la loro conoscenza del mondo esterno è praticamente nulla (ad esempio non riconoscono una cerbiatta od un cervo, scambiando quest'ultimo per un servo di Aku per via delle corna), non conoscono compassione o sentimenti positivi e considerano la morte come il fallimento dello scopo della propria esistenza. Sono estremamente importanti per la storia perché, oltre ad essere le avversarie più pericolose mai affrontate da Jack, sono anche le prime persone mai uccise da quest'ultimo, il quale convinto fino all'ultimo di affrontare solo altri robot di Aku, durante un combattimento, taglia la gola ad una di loro e solo dopo aver visto il sangue si rende conto di aver ucciso un altro essere umano. Le sette, dopo la fuga di Jack, ritrovano il corpo della sorella biasimandola per il fallimento e si mettono all'inseguimento del samurai. Jack però, superato il trauma di aver ucciso per la prima volta un altro umano, le affronta e le sei gemelle cadono una dopo l'altra per mano del samurai. L'unica a sopravvivere allo scontro sarà Ashi. Sono l'esatta antitesi di Jack: sia le sette che Jack sono stati addestrati da piccoli per perseguire uno scopo (uno malvagio ed uno benevolo) ma, a differenza di Jack, le gemelle sono state indottrinate in un ambiente isolato, dalla mentalità chiusa ed eccessivamente rigorosa che le rende incapaci di comprendere il mondo nelle sue sfaccettature, di imparare e di avere una propria personalità.
- Scaramouche, voce originale di Tom Kenny, italiana di Stefano Onofri.

Detto lo "Spietato", Scaramouche è un automa nonché pericoloso sicario di Aku, del quale si considera l'assassino prediletto, che fa il suo debutto nel primo episodio della quinta stagione "XCII". Come da epiteto, è spietato al punto da decimare senza rimorso e radere al suolo un intero villaggio solo per attirare l'attenzione di Jack e combattere con lui. Sembra essere molto documentato sul conto del samurai e sembra conoscerlo bene, poiché lo riconosce subito nonostante l'aspetto trasandato e il nuovo abbigliamento. È inoltre l'unico a sapere che Jack abbia perso la sua katana, tuttavia Jack riesce a fermarlo prima che lo comunichi ad Aku. Il suo abbigliamento comprende un abito lungo viola di stampo orientale, stivaletti a tacco alto, una sciarpa giallo scuro e un cappello di paglia nero. Assomiglia per certi versi ad X9, uno dei primi robot-sicari intelligenti sviluppato dagli scienziati di Aku. Le sue armi e le sue abilità sono legate alla musica: la sua arma principale infatti è proprio la sua abilità canora e musicale mediante la quale riesce a controllare telecineticamente gli oggetti che ha attorno, abilità che riesce a canalizzare anche attraverso un flauto "magico" col quale riesce a muovere più oggetti assieme e unirli per dar vita a dei golem. Quando non usa il flauto, Scaramouche canta in scat per usare la sua telecinesi. Combatte con una particolare spada-diapason in grado di portare alla frequenza di risonanza qualsiasi oggetto tocchi facendolo conseguentemente esplodere ed una grossa sciabola, che usa in combinazione con le sue abilità telecinetiche per mettere in difficoltà l'avversario attaccandolo su più fronti. Scaramouche viene distrutto nel primo episodio della prima stagione da Jack, il quale prenderà la sua spada-diapason come arma. Ricompare poi nell'episodio "XCVII" dove si scopre che è ancora vivo anche se solo la sua testa è funzionante, ed è determinato a raggiungere o contattare Aku per dirgli che Jack abbia perso la spada, fallendo continuamente. Ottenendo (non si sa come) il corpo di un polpo riesce finalmente nell'episodio "C" a comunicare la notizia direttamente ad Aku il quale, entusiasta, gli riforma il corpo e si esibiscono entrambi in un ballo. Quando però vanno da Jack e scoprono che questi ha nel frattempo ritrovato la spada, Aku lo fa saltare in aria.

## Personaggi secondari
- Guardiano, voce originale di Kevin Michael Richardson, italiana di Fabio Boccanera.

Un personaggio apparso nell'episodio "Jack e le creature viaggiatrici". Si tratta di un essere umanoide dalla pelle blu che indossa un lungo trench nero e un paio di occhialetti rossi tondi. Fa la guardia ad un obelisco luminoso che in realtà è un potente portale temporale senziente e, sebbene Jack lo affronti per poter attraversare il portale, è uno dei pochi personaggi neutrali all'interno della serie. Come detto prima, Jack lo affronta perché egli si rifiuta di farlo passare in quanto solo il prescelto può usare il portale, e nel corso dei millenni ha affrontato moltissimi guerrieri di varia stazza e razza, i quali però non essendo degni di usarlo, sono stati da lui sconfitti ed i loro corpi giacciono attorno ad esso (la maggior parte sono macchine). È un personaggio importante in quanto è uno dei pochi sia mai riuscito a battere Jack, tuttavia lo risparmia su ordine del portale, il quale gli comunica qualcosa prima che possa finirlo. Dopo aver messo un malridotto Jack in groppa alla bestia volante che lo aveva portato lì, si scopre che il portale gli ha rivelato che Jack è il prescelto, ma non è ancora giunto il momento in cui possa attraversarlo. Girandosi verso il portale infatti vede attraverso di esso il Jack del futuro, pronunciando la sibillina frase:
Combatte con un vasto armamentario che include una katana, dei sai e varie armi da fuoco, oltre ad avere una forza sovrumana. Per l'aspetto sembra un incrocio tra Morpheus di Matrix e Hulk. Nell'episodio "C" Jack, dopo aver lasciato Ashi mentre dormiva per andare da solo da Aku, si ritrova nel cimitero che sorgeva attorno al portale, ora distrutto da Aku. Arrivando dove una volta il portale si ergeva, Jack trova a terra ed in frantumi gli occhiali del Guardiano, segno che ha avuto la peggio contro di Aku. Tuttavia le sue condizioni sono sconosciute e non si sa se sia stato ucciso o meno dal demone.
- Il Presagio, voce originale di Aaron LaPlante.

Un misterioso spirito di uno shōgun apparso nella quinta stagione che perseguita Jack, spesso apparendo assieme alle visioni del samurai. Fa il suo debutto nell'episodio "XCII". Quando appare, Jack rimane terrorizzato dallo spirito tanto da scappare appena lo vede o da rimanere paralizzato. Di solito lo si vede a cavallo, avvolto da una nefasta nebbia verdastra che accompagna il suo arrivo. Il suo proposito, ritenendo che il samurai avesse fallito il suo scopo, era quello di convincere Jack a suicidarsi mediante il tradizionale seppuku e per adempiere a ciò lo insegue. Nell'episodio "XCVI", dopo che Jack crede di aver nuovamente fallito (lui ed Ashi accolgono la richiesta di una creatura di salvare i bambini del suo villaggio, catturati da un servitore di Aku), il Presagio finalmente riesce a convincere un a dir poco distrutto Jack a seguirlo. Come visto nell'episodio successivo, lo spirito lo ha portato in un cimitero dove il samurai potesse suicidarsi sotto lo sguardo giudicatore di alcuni altri spiriti di grandi guerrieri e shōgun per espiare le sue colpe con una morte non disonorevole. L'arrivo di Ashi e le parole della ragazza però riescono a convincere Jack che la speranza non è perduta ed il samurai, ora nuovamente determinato ad adempiere al suo compito, protegge Ashi scacciando lo spirito.
- Gli Woolies ed i Chritchellites, voci originali di Kevin Michael Richardson (Woolies), Tom Kenny (Chritchellites), italiane di Roberto Stocchi (Woolies), Luigi Ferraro (Chritchellites).

I primi sono una razza di creature enormi dal pelo folto molto sapienti mentre i secondi sono degli alieni blu di taglia bassa che schiavizzarono gli Woolies, apparsi entrambi nell'episodio "Jack, i Woolies ed i Chritchellites". Jack riuscì a liberare i Woolies, e a combattere contro gli esseri che li avevano resi schiavi. Gli Woolies appaiono all'inizio di "XCVII", raccontando ad Ashi di come Jack liberò il loro popolo dalla schiavitù. In seguito parteciperanno nell'episodio "CI" all'assalto alla fortezza di Aku portando in groppa i membri della tribù dei tre arcieri ciechi.
- I tre arcieri ciechi, voci originali di Kevin Michael Richardson, italiane di Simone Mori.

Originariamente erano tre guerrieri umani che andarono alla ricerca del Pozzo del re Ozric, sperando che avrebbe esaudito il loro desiderio di diventare i più grandi guerrieri. Esso ha concesso il loro desiderio, ma li ha derubati della loro vista, della mente e del libero arbitrio trasformandoli in esseri umanoidi dall'aspetto canino che avrebbero vegliato sul pozzo. Quando Jack cercò di raggiungere la torre nell'episodio "Jack e i tre arcieri ciechi", sperando che il pozzo in cima lo aiutasse a tornare indietro nel tempo, Jack riuscì ad affrontare i tre arcieri restituendo loro la forma umana e liberandoli dalla maledizione del pozzo. Proprio quando Jack stava per esaudire il suo desiderio, gli arcieri lo avvertirono che avrebbe avuto la sua stessa sorte se avesse chiesto al pozzo. Per assicurarsi che questo non accadesse a nessun altro, Jack lo distrusse purgandolo con la sua spada. Appaiono nella quinta stagione nell'episodio "XCVII", accogliendo Ashi e raccontandole di come Jack li salvò. Prenderanno parte all'assalto finale contro Aku nel finale della serie.
- Olivia, voce originale di Kath Soucie (st. 3), Grey DeLisle (st. 5), italiana di Manuela Cenciarelli.

Apparsa inizialmente nell'episodio "Jack e il RaveParty", era la figlia di un locandiere. Le fu fatto il lavaggio del cervello con una musica rave ipnotica suonata da un servo di Aku, costringendola a commettere crimini insieme ad altri adolescenti che hanno subito lo stesso effetto. Suo padre ha continuamente tentato di parlarle senza alcun risultato. Fu finalmente liberata da Jack dopo aver sconfitto il servo di Aku in battaglia e distrutto la sua attrezzatura per il lavaggio del cervello. Dopo 50 anni, Olivia, invecchiata, assume il ruolo di DJ insegnando alla nuova generazione di adolescenti a prestare rispetto al samurai per aver liberato lei e gli altri e a ribellarsi contro Aku. Grazie alle storie raccontate ai giovani che partecipavano ai suoi rave, molti che l'hanno ascoltata hanno poi preso parte all'assedio alla roccaforte di Aku nell'ultimo episodio.
- Da' Samurai, voce originale di David Alan Grier (st. 4), Keegan Michael Key (st. 5), italiana di Teo Bellia.

Apparso per la prima volta nell'episodio "Samurai contro samurai" intenzionato a sfidare Jack per dimostrare chi fosse il più abile tra i due. È un uomo di colore, un tempo gradasso e superbo, che aveva i capelli acconciati in un chonmage e portava un paio di baffi ed il pizzetto. Da giovane vestiva con un abbigliamento stravagante e sfarzoso composto da un gilet giallo e violetto, larghi pantaloni viola e stivaletti gialli, portando anche un medaglione d'oro al collo, orecchini d'oro ed una visiera hi-tech verdastra. Si vantava di essere il miglior spadaccino al mondo e dopo aver visto Jack lottare e sconfiggere dei robot assassini di Aku in una taverna, lo sfida a duello per dimostrare la sua superiorità. Jack però non ritiene pronto ad affrontare la sua lama quindi lo sfida usando una canna di bambù. Jack, nello scontro, lo redarguisce sui suoi modi di fare mettendo a nudo il vero sé del suo avversario. Da Samurai, finito lo scontro, si rifugia nella taverna quando altri assassini arrivano per Jack, ma viene catturato dai robot e quindi salvato da Jack. Quando i resti dei robot si ricompongono e attaccano a sorpresa Jack, Da Samurai prende il colpo al suo posto e dopo che i robot vengono definitivamente distrutti da Jack, questi ringrazia Da Samurai dicendogli che ha intrapreso il primo passo verso la via dell'onore. Da Samurai ritorna brevemente durante la quinta stagione nell'episodio "XCVII". Cinquant'anni dopo, Da Samurai ha lasciato completamente perdere la faccenda dell'essere samurai alle sue spalle, diventando il gestore della taverna dove lui e Jack si incontrarono. Anche lui è visibilmente invecchiato: ha perso molti dei capelli che aveva e si è lasciato crescere una folta barba, bianca come i capelli.
- Odino, Ra e Visnù, voci originali di Richard McGonagle (Odino, st. 3), Aaron LaPlante (Odino, st. 5) e Daran Norris (Ra e Rāma), italiane di Fabrizio Pucci (Odino), Saverio Indrio (Ra) e Teo Bellia (Rāma).

Sono le tre divinità che all'alba dei tempi affrontarono il male cosmico, una pericolosa entità informe oscura che minacciava il cosmo vista nell'episodio "La nascita del male". Lo scontro con la creatura vide vittoriosi gli dei, ma un frammento di essa cadde sulla Terra, crescendo e acquistando coscienza fino a diventare il demone conosciuto come Aku. Vedendo il coraggio del padre di Jack, lo liberarono dalla grinfie del demone e col suo coraggio forgiarono per lui una katana in grado di ferire e uccidere Aku. Ricompaiono nella quinta stagione nell'episodio "XCVIII" quando Jack, una volta ritrovata l'armonia e la pace interiore, ritorna ad essere degno della spada. Oltre a riconsegnargli la spada, i tre dei ripristinarono anche l'aspetto originale del samurai. Odino è apparso per la prima volta in "Jack e il mostro di lava" dopo che il vichingo liberato da Jack sale nel Valhalla. Ra ha debuttato in "Jack in Egitto" venendo evocato da Jack quando il samurai è messo alle corde dai tirapiedi di Seth; dopo esser stato salvato da lui, Jack chiede anche al dio se fosse a conoscenza di qualche portale temporale ma Ra ascende al cielo senza rispondere. La prima apparizione di Rāma invece è stata nel sopracitato "La nascita del male" mentre combatte il puro male cosmico al fianco di Odino e Ra.
- Rothchild, voce originale di Rob Paulsen, italiane di Oreste Baldini (st. 1-4) e Gerolamo Alchieri (st. 5).

Uno dei primi alleati di Jack incontrati nel futuro, apparso nel terzo episodio della serie "La prima battaglia". Il suo nome completo è Sir Colin Bartholomew Montgomery Rothchild III. Faceva parte di un gruppo di cani parlanti archeologi, intenti a cercare reperti riguardo al passato della loro specie. Purtroppo vennero costretti da Aku a scavare per estrarre delle gemme che avrebbero incrementato i suoi poteri e per questo Jack si offrì di aiutarli, distruggendo un'intera armata di droni scarabeo mandati da Aku. Nell'episodio "CI" parteciperà coi suoi nipoti (anche loro archeologi) all'assalto alla fortezza di Aku.
- Ranosauri, voci originali di Jeff Bennett, Mark Hamill, Jess Harnell (st. 1) e Greg Baldwin (st. 5), italiane di Saverio Indrio e Roberto Stocchi.

Una specie anfibia estremamente intelligente che abita nella città sottomarina di Oceanus apparsa nell'episodio "Jack negli abissi". Si rivelano fin da subito molto amichevoli poiché Jack è da lungo tempo il primo ospite che arriva nella loro città. I Ranosauri raccontano a Jack di come la loro città un tempo era una città commerciale ed era in superficie ma con l'avvento di Aku venne fatta sprofondare, e quando Jack racconta loro la sua storia, i Ranosauri gli propongono spontaneamente di vedere la loro macchina del tempo. In realtà, Jack viene fatto cadere in una trappola e quella che era la loro macchina del tempo si rivela essere una bolla-prigione: i Ranosauri avevano già pianificato nel caso dell'arrivo di Jack di catturarlo e di barattarlo con Aku per riportare Oceanus in superficie. I Ranosauri portano il samurai da Aku, che apre un piccolo foro per far morire Jack di una morte lenta, ma i Ranosauri si scoprono traditi quando Aku non ha intenzione di mantenere la sua parte degli accordi e decidono di aiutare Jack a liberarsi e sconfiggere il demone. Dopo la sconfitta e la ritirata di Aku, i Ranosauri riescono da soli a riportare Oceanus a galla e si scusano con Jack per quanto accaduto rivelando a Jack che anche la storia della macchina del tempo era tutta una menzogna. I Ranosauri vogliono però sdebitarsi con Jack, e su sua richiesta gli preparano un sacco pieno di prelibatezze a base di pesce da portare con sé nel suo viaggio. I Ranosauri riappariranno nell'episodio "CI" partecipando all'assalto alla fortezza di Aku.
- Uomo Scimmia, voce originale di Jeff Bennett, italiana di Luigi Ferraro.

Apparso la prima volta in "Jack si addestra per il salto bravo", sin da bambino era stato reso schiavo dai robot di Aku, ma venne portato via da una tribù di scimmie blu dal pelo bianco. Come usanza della loro tribù, ha imparato una tecnica chiamata "salto bravo", permettendogli di saltare a grandi e innaturali distanze. Uomo Scimmia incontra Jack per la prima volta rubando del cibo al samurai, scusandosi poi con lui e mostrandogli la sua tribù. Dopo che una tribù rivale di gorilla li attaccò e Jack riuscì a scacciarli, Uomo Scimmia strinse un accordo con il samurai per insegnargli il salto bravo in cambio di insegnare a lui e alla sua tribù a difendersi. Con la sua tribù parteciperà nell'episodio "CI" all'assalto alla fortezza di Aku.
- Sceriffo maiale, voce originale di Kevin Michael Richardson.

Apparso unicamente nell'undicesimo episodio della prima stagione "Lo Scozzese", è un maiale antropomorfo che indossa un cappello e un'uniforme da sceriffo e degli occhiali da sole, al seguito di un esercito di cacciatori di taglie, la maggior parte coccodrilli, tutti armati fino ai denti e che guidano diversi mezzi da guerra corazzati, il cui intento è catturare Jack e lo Scozzese in quanto Aku ha messo loro una taglia. È un personaggio pazzoide, violento e dal carattere militarista, sempre pronto a sparare e non sopporta che i suoi uomini la prendano comoda o che riposino (addirittura, quando nota uno di loro riposare e bere una bibita mentre gli altri cercano i bersagli, questi spara la bottiglia distruggendola). Inoltre parla con un grammelot incomprensibile e spesso simula dei versi, soprattutto quando ordina di attaccare (ad esempio "BANG BANG" quando ordina di fare fuoco su Jack e lo Scozzese). In italiano vengono aggiunte alcune parole con lo scopo di far comprendere quello che dice (la maggior parte delle volte "All'attacco!" oppure "Fuoco!").
- Spartok e gli spartani, voce originale di Daran Norris, italiana di Stefano Mondini.

Apparsi la prima volta nell'episodio "Jack e gli spartani", sono un gruppo di trecento guerrieri spartani di cui Spartok è il re. Gli spartani erano da molto tempo in guerra con "la Bestia", una macchina che devastò la loro terra e quelle circostanti, contro i robot della quale sono sempre riusciti a difendersi grazie allo strettissimo passaggio montano che conduceva alla loro casa. Jack conobbe il re Spartok dopo aver aiutato suo figlio Brotok. Lì Jack viene a conoscenza della guerra senza fine tra loro e la Bestia offrendosi per aiutarli. Con una strategia, Jack e Spartok riescono a distruggere la Bestia rimanendo però coinvolti nell'esplosione: mentre Spartok ne esce sulle sue gambe, Jack scompare ed è quindi creduto morto dagli spartani. Guidati da Spartok, gli spartani parteciperanno nell'episodio "CI" all'assalto alla fortezza di Aku.
- Alieni di fango, voci originali di Chris Parnell.

Una razza aliena composta di fango a cui Aku ha permesso di vivere sulla Terra. Rendono omaggio ad Aku con un totem di fango a sua somiglianza, con suo grande dispiacere. Aku osserva subito che stanno creando disordine e dice loro di andarsene.
- Scienziati malvagi di Aku, voci originali di Chris Parnell.

Il think tank corrotto di Aku, responsabile di aver contribuito a creare e progettare i Modelli X, i droni scarafaggi dell'esercito di Aku, e molte delle altre armi tecnologiche di Aku.
- Figlie dello Scozzese, voci originali di Grey DeLisle.

Le varie figlie dello scozzese e di sua moglie. Si sono uniti al padre per una battaglia contro Aku.
- Dominatore (in originale: Dominator), voce originale di Aaron LaPlante.

Un cattivo che ha rapito un'intera comunità di bambini alieni blu e li ha imprigionati all'interno di una fabbrica. Ha anche impiantato chirurgicamente speciali chip nel loro collo che avrebbero portato i bambini a diventare estremamente violenti dopo che la giusta frequenza audio fosse stata usata su di loro, cambiando il modo in cui il loro cervello avrebbe normalmente funzionato e trasformandoli in creature assetate di sangue. Ha costretto i ragazzi ad attaccare Jack e Ashi attivando i chip poco dopo aver scoperto che erano entrati nella fabbrica. Jack ha inviato Ashi per trovare la fonte e ha cercato di correre più veloce dei bambini alieni. Il Dominatore ha catturato Ashi prima che potesse portare a termine la sua missione e ha iniziato a torturarla scioccandola mentre le raccontava cosa aveva fatto agli alieni e come i bambini potevano essere facilmente manipolati. Questo ha ricordato ad Ashi come lei e le sue sorelle fossero usate come strumenti dalla madre, il che l'ha fatta arrabbiare e le ha dato abbastanza motivazione per superare 10.000 volt di elettroshock, liberandosi e uccidendolo gettandolo nel pannello di controllo e facendolo esplodere.
- L'Omen (in originale: The Omen), voce originale di Aaron LaPlante.

Un misterioso spirito di morte che spesso perseguita Jack. Assomiglia a una spettrale sagoma nera di un samurai con l'armatura e con occhi luminosi che cavalca un cavallo, circondato da una minacciosa nebbia verde. Dopo essersi rivelato, sembra non avere una faccia visibile e un cappio intorno al collo. Ha anche una voce profonda e oscura. Successivamente viene rivelato che il motivo per cui perseguita Jack è perché ha trascurato il suo scopo di samurai e insiste affinché commetta un suicidio rituale con il seppuku per espiare il suo fallimento.
- Gang canina, voci originali di Kevin Michael Richardson (Bulldog), Tom Kenny (cane da pastore) e Greg Baldwin (Astro).

Un trio di cani malvagi.